# Nyctimystes fluviatilis
Nyctimystes fluviatilis  es una rana de árbol de la familia Pelodryadidae del suroeste de Papúa Nueva Guinea.  Los primeros científicos occidentales que la vieron la encontraron cuando estaban cruzando el río Idenburg. Más tarde, también fue encontrada por el río Wapoga.
Mide aproximadamente 5.0 cm de largo. Sus patas delanteras tienen membranas interdigitales parciales y sus patas traseras son más palmeadas. Cuando está muerta y disecada, esta rana es de color marrón claro con manchas más oscuras y algunas rayas oscuras en sus patas.